# Hans Lipps
Hans Lipps (22. november 1889 – 10. september 1941) var en tysk fænomenologisk og eksistentialistisk filosof.

## Liv
Efter at have taget studentereksamen i Dresden i 1909, begyndte Lipps studier af kunsthistorie, arkitektur, æstetik og filosofi ved Münchens universitet. I 1910-1911, mens han foretog sin militærtjeneste i Dresden, fortsatte han sine filosofistudier på Technische Universität Dresden. Foråret 1911 skiftede han til universitetet i Göttingen, for at studere under Edmund Husserl. Sammen med Theodor Conrad og hans kone Hedwig Conrad-Martius, Edith Stein, Roman Ingarden og Fritz Kaufmann var Lipps medlem af Göttingens filosofiske forening, der samledes omkring Husserl og Adolf Reinach. Edith Stein beskrev den unge Lipps således: “He was very tall, slender but strong; his handsome, expressive face was fresh like a child’s and his big round eyes were earnest – questioning like a child’s eyes. He usually uttered his opinion in a short but definitive statement.” [citatet bør oversættes]
Lipps studerede også biologi. Vinteren 1912 færdiggjorde han et doktorat med en dissertation med titlen "Om strukturelle ændringer af planter i et modificeret medium.", hvorefter han begyndte at studere medicin. 1914-1918 gjorde han tjeneste i første verdenskrig som assisterende læge. Efter krigen fortsatte han sine afbrudte studier i Göttingen og Freiburg universitet, og afsluttede sin uddannelse i medicin. I 1919 fik han sin licens til at praktisere, og i 1920 udgav han sin dissertation i medicin om "... effekterne af visse colchinderivater.""
1921 færdiggjorde han sin habilitation (kvalifikation til at blive professor) under matematikeren Richard Courant, som han havde mødt gennem Edith Stein, med en dissertation med titlen "Undersøgelser af matematikkens filosofi". Lipps havde en tæt personlig forbindelse med filosofferne Josef König, Helmut Plessner og Georg Misch. I det akademiske år 23/24 afholdt ham og Misch et seminar om hermeneutikkens betydning. 1928 var Lipps afløser for professoren i filosofi på Marburg Universitet. Efter at han afviste et professorat på universitetet i Santiago de Chile tog han i 1936 stillingen som professor i filosofi på universitetet i Frankfurt am Main.
Gennem sin akademiske karriere praktiserede Lipps lejlighedsvist medicin, det han afløste militærlæger og landlæger. I semesterferien 21/22 og 30/13, da han var professor, var han i lange perioder læge for flåden, hvor han rejste til alle kontinenter, undtagen Australien. I 1934 meldte Lipps sig ind i SS. Ifølge Otto Friedrich Bollnow var Lipps' grund hertil at skabe distance mellem ham og nazistpartiet, idet han mente at SS var en rent militær organisation.
I starten af Anden Verdenskrig blev Lipps (september 1939) udskrevet til militært og tjente som militærlæge i Frankrig og Rusland. Han blev dræbt i et slag ved Shabero/Ochwat 19 september 1941, og blev begravet i den nærliggende kirkegård i Durino.

## Filosofi som ansvarlig selvaccept
Ifølge Lipps er den menneskelige eksistens funderet i fortolkningen af virkeligheden. At spørge hvad noget er henviser til og involverer på fundamentalt plan mennesket, i hvis relation alting er primært.
Som Martin Heidegger undersøger Lipps det konkrete menneskelige persons væren. Men hvor Heidegger fortolker denne væren som noget der viser sig selv, begynder Lipps med spørgsmålet "Til hvilken grad fører det værendes mangfoldige betydning til lige den erfaring der udgør min eksistens." Med dette spørgsmål er Lipps tættere på Husserls metode af transcendental undersøgelse. Men i modsætning til Husserl interesserer Lipps sig hverken for det værendes konstitution eller, som Heidegger, med spørgsmålet om "det værendes væren". Fra Lipps synsvinkel kan væren ikke adskilles fra konkretiseringen af dens essens. Hans fokus er de mangfoldige meninger som væren, dvs. "er", i sætninger som "er blåt, "er en løve", "er jern", "er regn", "er en tale", "er grådighed" osv. betegner forskellige ting og adskiller sig i deres respektive meninger. Herfra konkluderer Lipps: "Der findes ingen universel ontologi."
Ifølge Lipps defineres filosofi ikke af noget specifikt emne, og har heller ikke noget klart afgrænset forskningsfelt.() Filosofien kan heller ikke splittes op i discipliner. Filosofi betegner en retning og et synspunkt, man ikke kan indtage ved en viljesakt, da filosofi består i en holdning der udvikler sig i direkte modsætning til vores naturlige tilbøjeligheder. Filosofien vil ikke grundlægge noget; det er snarere noget der sker som "en ansvarlig overtagelse af et allerede sket grundlag."
Filosofien stammer fra en bevidsthed, der allerede var tilstede, men uden at være bevidst om sig selv.) Således forsøger jeg at blive bevidst om mig selv og min oprindelse, og således få et originalt forhold til virkeligheden, ved at acceptere mig selv og mine tidligere beslutninger. 

## Værker
Hans Lipps: Werke in fünf Bände. Frankfurt a. Main: Vittorio Klostermann Verlag, 1976-1977.
- Volume I: Untersuchungen zur Phänomenologie der Erkenntnis. Del 1: “Das Ding und seine Eigenschaften “ (1927); Del 2: “Aussage und Urteil “ (1928). ISBN 978-3-465-01137-8
- Volume II: Untersuchungen zu einer hermeneutischen Logik (1938). ISBN 978-3-465-01147-7
- Volume III: Die menschliche Natur (1941). ISBN 978-3-465-01221-4
- Volume IV: Die Verbindlichkeit der Sprache. “Aufsätze und Vorträge” (1929 bis 1941), “Frühe Schriften” (1921 bis 1927), “Bemerkungen.” ISBN 978-3-465-01222-1
- Volume V: Die Wirklichkeit des Menschen. “Aufsätze und Vorträge” (1932 bis 1939), “Frühe Schriften” (1921 und 1924), “Fragmentarisches.” ISBN 978-3-465-01223-8

Hans Georg Gadamer skriver i forordet til udgaven af Lipps' værker: "I vores dage skal Lipps' arbejde igen finde sin tid. Grundarbejdet inden for sprogbrud i England i kølvandet på Wittgenstein, Austin og Searle har ikke kun en forgænger, men et fremragende modstykke i Hans Lipps. Ved at sætte spørgsmålstegn ved sproget får Lipps næsten uudtømmelige svar. Blandt fænomenologer står Lipps uovertruffen i sin lydgengivelse af sprog og denne opfattelse af gestus."